# Trits Sieraden
Trits Sieraden was een winkel/expositieruimte in Delft (Nederland), waar onder meer werk van hedendaagse sieraadontwerpers werd gepresenteerd. De zaak werd opgericht in 1980 door sieraadontwerper Laura Bakker en haar partner Ger Boekestein. De winkel heeft 15 jaar bestaan.

## Geschiedenis
De winkel opende in 1980 aan de Nieuwstraat 11-13 in Delft (Nederland). Toen studeerde Bakker nog aan de Gerrit Rietveld Academie. In het eerste jaar was de winkel dan ook alleen op zaterdag geopend. Er werden vooral veel originele oorsieraden en broches aangeboden, onder meer van medestudenten van Laura aan de Rietveld Academie. In 1984, toen Bakker afstudeerde, werd er een expositieruimte aan het geheel toegevoegd.
Op de begane grond bevond zich de verkoopruimte, in het souterrain was Bakkers atelier en op de entresol werden maandelijks nieuwe tentoonstellingen met experimentele sieraden getoond. Hoewel het geheel de allure had van 'n galerie, werd het woord galerie gemeden, omdat Trits Sieraden laagdrempelig wilde zijn. In het aanbod van sieraden bevonden zich, naast grensverleggende en experimentele hedendaagse sieraden, ook zeer toegankelijke en betaalbare ontwerpen. Ook werd geregeld aandacht besteed aan het Nederlandse design.
De naam Trits werd gekozen (drie bij elkaar behorende onderdelen), om aan te geven dat de zaak uit drie delen bestond: een atelier, een expositieruimte en een verkoopruimte. Bakker was het creatieve brein, Boekestein deed de organisatie.
Januari 1996 vertrokken Bakker en Boekestein naar Frankrijk om daar te gaan werken in eigen atelier en werd Trits Sieraden voortgezet door sieraadontwerper Lous Martin onder de naam Galerie Lous Martin.

## Exposities
- Met regelmaat werden de tentoonstellingen georganiseerd rondom een bepaald thema, materiaal of land. Met de tentoonstelling 'O(o)rigineel', eind 1989, werd het aangrenzende pand als expositieruimte in gebruik genomen, waardoor de expositieruimte ruim werd verdubbeld. Vijftig kunstenaars kregen daarvoor de opdracht een oorsieraad met een alternatieve bevestiging te ontwerpen.

- De opening van de onderlinge grenzen binnen de Europese Gemeenschap op 1 januari 1993 vormde de aanleiding voor de tentoonstelling Made in Europe. Mede om te vieren dat douaneformaliteiten tot het verleden behoorden werden sieraadontwerpers uit alle landen van Europese Gemeenschap uitgenodigd om deel te nemen. Tot die tijd was de douane vaak problematisch bij het aantreffen van pakketten met sieraden. Vaak werden edele stenen en edele metalen verwacht. Menige douane is daarom door de kunstenaars omzeild of misleid door de inhoud van de pakketten te benoemen als kerstversiering, samples of presents.

- Op uitnodiging van Jerven Ober maakte Trits Sieraden een overzichts-tentoonstelling met werk van exposanten van Trits Sieraden, en van Laura zelf, in de Van Reekum Galerij in Apeldoorn.